# Cantón de Scey-sur-Saône-et-Saint-Albin
El  cantón de Scey-sur-Saône-et-Saint-Albin  es una división administrativa francesa, situada en el departamento de Alto Saona y la región Franco Condado.

## Geografía
Este cantón está organizado alrededor de Scey-sur-Saône-et-Saint-Albin en el distrito de Vesoul. Su altitud varía de 200 m (Rupt-sur-Saône)) a 463 m (Mailley-et-Chazelot) con una altitud media de 248 m.

## Composición
El cantón de Scey-sur-Saône-et-Saint-Albinagrupa 26 comunas:
- Aroz
- Baignes
- Bourguignon-lès-la-Charité
- Boursières
- Bucey-lès-Traves
- Chantes
- Chassey-lès-Scey
- Chemilly
- Clans
- Ferrières-lès-Scey
- Grandvelle-et-le-Perrenot
- Lieffrans
- Mailley-et-Chazelot
- Neuvelle-lès-la-Charité
- Noidans-le-Ferroux
- Ovanches
- Pontcey
- Raze
- Rosey
- Rupt-sur-Saône
- Scey-sur-Saône-et-Saint-Albin
- Través
- Velleguindry-et-Levrecey
- Velle-le-Châtel
- Vy-le-Ferroux
- Vy-lès-Rupt

## Demografía
| 5392 | 5782 | 5637 | 5983 | 6187 | 6201 |
| Para los censos de 1962 a 1999 la población legal corresponde a la población sin duplicidades (Fuente: INSEE [Consultar]) |      |      |      |      |      |